# Oceanic Airlines

Логотип Oceanic Airlines от ABC для телесериала «Остаться в живых»

Oceanic Airlines (иногда также Oceanic Airways) — вымышленная авиакомпания. Часто используется в художественных фильмах и телесериалах. Не имеет никакого отношения к реальным фирмам «Ocean Airlines» и «Trans-Oceanic Airways».
Самолёты авиакомпании Oceanic Airlines часто появляются в фильмах-катастрофах.
В телесериале «Остаться в живых», в котором рассказывается о крушении рейса 815 авиакомпании «Oceanic Airlines», показан логотип фирмы, на котором изображён стилизованный глаз или остров. Но впервые логотип у выдуманной авиакомпании появился намного раньше, ещё в 1996-м, в фильме «Приказано уничтожить» с Куртом Расселом в главной роли.

## Упоминания «Oceanic Airlines»
- Приказано уничтожить: рейс 343 авиакомпании «Oceanic Airlines» захвачен террористами.
- Код 11-14: агент ФБР разыскивает убийцу на борту рейса 816 авиакомпании «Oceanic Airlines».
- Остаться в живых: рейс 815 из Сиднея в Лос-Анджелес авиакомпании «Oceanic Airlines» терпит крушение на острове в Тихом океане.
- Шпионка: рейс авиакомпании «Oceanic Airlines» в Сидней объявляется в аэропорту Лос-Анджелеса.
- Аэропорт Лос-Анджелеса: название авиакомпании можно увидеть на рекламах и терминалах.
- Мёртвые до востребования: в одном из эпизодов в офисе туристического агентства можно заметить рекламу авиакомпании «Oceanic Airlines».
- Чак: в одном из эпизодов упоминается крушение рейса 815 авиакомпании «Oceanic Airlines».
- День катастрофы: рейс 762 совершает аварийную посадку.
- Диагноз: убийство – 4 сезон 23 эпизод «Убийство в воздухе»: на борту рейса 456 из Лос-Анджелеса совершено убийство.
- Военно-юридическая служба: рейс 343 появляется в нескольких эпизодах.
- Nowhere to Land: в самолёт рейса 762 из Сиднея в Лос-Анджелес заложена бомба.
- Домашняя война: самолёт авиакомпании «Oceanic Airlines» появляется в одном из эпизодов.
- Вспомни, что будет: в первом эпизоде сериала появляется реклама авиакомпании «Oceanic Airlines», в последнем рейсы «Oceanic» есть на электронном табло в аэропорту.
- Грань: в девятом эпизоде первого сезона погибший сотрудник компании «Мэссив Дайнэмик» должен был отправиться рейсом New York — Omaha авиакомпании «Oceanic Air».
- Футурама: в 15-м эпизоде 6-го сезона заметны обломки самолёта авиакомпании «Oceanic Airlines» в бермудском тетраэдре.
- День катастрофы: Боинг-747 «Jumbo Jet» авиакомпании «Oceanic Airlines» совершает посадку в очень сложных погодных условиях.
- Сверхъестественное: в начале 1 серии 5 сезона Дин и Сэм оказываются на борту рейса Oceanic, о чём говорится после приземления.
- Волк среди нас: рекламу «Oceanic Airlines» можно заметить в разных местах города, например на такси.
- Касл: летел на самолете где происходило расследование в 21 серии 7 сезона
- Белый воротничок: рейс 1097 был упомянут в 5 серии 6 сезона

### Список рейсов авиакомпании «Oceanic Airlines»
| Рейс | Направление              | Происшествие          | Название телесериала или фильма                               |
| ---- | ------------------------ | --------------------- | ------------------------------------------------------------- |
| 815  | Сидней — Лос-Анджелес    | Потерпел крушение     | «Остаться в живых»                                            |
| 343  | Афины — Вашингтон        | Захвачен террористами | «Приказано уничтожить»                                        |
| 762  | Сидней — Лос-Анджелес    | Бомба                 | «Nowhere to Land»                                             |
| 816  |                          | Расследуется убийство | «Код 11-14»                                                   |
| 762  |                          | Аварийное приземление | «День катастрофы»                                             |
| 456  | Лос-Анджелес — Швейцария | Убит пассажир         | «Диагноз: убийство» (4 сезон, 23 эпизод «Убийство в воздухе») |
| 57   | Нью-Йорк — Лондон        | Убит воздушный маршал | «Касл» (7 сезон, 21 эпизод «На высоте»)                       |

## Финансы
- В 2007 году журнал «Forbes» поставил компанию на 18 место в списке богатейших выдуманных компаний, оценив её в 7,8 миллиарда долларов[1].